# Cratere Zhengji
Zhengji è un cratere sulla superficie di Marte.